# Sara Nordenstam
Sara Nordenstam (née le 28 février 1983 à Lycksele en Suède) est une nageuse norvégienne spécialiste des épreuves de brasse. Elle a notamment remporté une médaille de bronze aux Jeux olympiques d'été en 2008.

## Palmarès

### Jeux olympiques
| Épreuve / Édition       | Pékin 2008           | Londres 2012      |
| 200 mètres brasse       | Bronze 2 min 23 s 02 |                   |
| 200 mètres quatre nages | 23e 2 min 15 s 13    |                   |
| 400 mètres quatre nages | 18e 4 min 40 s 28    | 30e 4 min 51 s 28 |

### Championnats d'Europe
| Épreuve / Édition       | Grand bassin         | Grand bassin      |
| ----------------------- | -------------------- | ----------------- |
| Épreuve / Édition       | Budapest 2010        | Debrecen 2012     |
| 200 mètres brasse       | Argent 2 min 24 s 42 | Or 2 min 26 s 91  |
| 400 mètres quatre nages | 6e 4 min 43 s 00     | 10e 4 min 50 s 09 |

## Records

### Records personnels
Ces tableaux détaillent les records personnels de Sara Nordenstam en grand et petit bassin au 24 juin 2011.
| Épreuve                 | Temps         | Compétition                              | Lieu     | Date            |
| 50 mètres brasse        | 32 s 80       | Championnats de Norvège de natation 2008 | Hamar    | 12 juillet 2008 |
| 100 mètres brasse       | 1 min 09 s 39 | Championnats d'Europe 2010               | Budapest | 10 août 2010    |
| 200 mètres brasse       | 2 min 23 s 02 | Jeux olympiques de 2008                  | Pékin    | 15 août 2008    |
| 200 mètres quatre nages | 2 min 15 s 13 | Jeux olympiques de 2008                  | Pékin    | 11 août 2008    |
| 400 mètres quatre nages | 4 min 40 s 28 | Jeux olympiques de 2008                  | Pékin    | 9 août 2008     |

| Épreuve           | Temps         | Compétition                                | Lieu   | Date             |
| 100 mètres brasse | 1 min 08 s 10 | Championnats d'Europe en petit bassin 2008 | Rijeka | 13 décembre 2008 |
| 200 mètres brasse | 2 min 23 s 40 | Championnats d'Europe en petit bassin 2008 | Rijeka | 12 décembre 2008 |